# Куинн, Ноэль
Ноэль Моник Куинн (англ. Noelle Monique Quinn; род. 3 января 1985 года, Лос-Анджелес, штат Калифорния, США) — американо-болгарская профессиональная баскетболистка, которая играла в женской национальной баскетбольной ассоциации. Она была выбрана на драфте ВНБА 2007 года в первом раунде под общим четвёртым номером клубом «Миннесота Линкс». Играла на позиции атакующего защитника. После окончания своей карьеры вошла в тренерский штаб Дэна Хьюза, а после его отставки сама стала главным тренером «Сиэтл Шторм».

## Ранние годы
Ноэль родилась 3 января 1985 года в городе Лос-Анджелес (Калифорния), в семье Юджина Джексона и Голден Куинн, у неё есть старшая сестра, Элонте, а училась она немного южнее в городе Торранс в средней школе имени епископа Джорджа Томаса Монтгомери, в которой выступала за местную баскетбольную команду.